# Édouard Cahen
Pour les articles homonymes, voir Cahen.
Edouard Cahen, né le 21 mars 1837 à Metz et mort le 11 mai 1892 dans le 16e arrondissement de Paris, était un courtier et journaliste français. 

## Biographie
En 1884, il fonde le journal financier Le Pour et le Contre avec le journaliste belge Armand Mandel. 
Leur journal Le Pour et le Contre se voulait réaliste et attaché à la vérification des faits. Il avait son siège au 178 rue Montmartre, dans le 2e arrondissement de Paris, au sein du Quartier Vivienne proche de la Bourse.
Il est décoré de la Légion d'honneur en 1886.
Edouard Cahen fut un vigoureux contradicteur des financiers impliqués dans le Scandale de Panama, dans les colonnes du quotidien Le Matin. Il était aussi directeur du Journal des travaux publics et contrôlait en 1886 l'un des deux groupes de publicité financière sur la place de Paris.
Très critique contre le budget de l'État, il est présenté comme un « grand courtier de la haute banque, aussi charmant comme homme qu'il est funeste comme financier ».